# Щитень літній
Щитень літній (Triops cancriformis) — вид прісноводних зяброногих ракоподібних. Поширений у Європі, Західній Азії та Індії. У викопному стані вид відомий з тріасових відкладень, які датуються віком 220 млн років. З цього часу зовнішньо вид зовсім не змінився. Таким чином це один із найстаріших видів на планеті.

## Опис
Тіло складається з голови і великого числа сегментів тулуба без чіткого розмежування на відділи. Довжина тіла 4,5-6 см. Зі спинного боку голова і велика частина сегментів тулуба покриті двосхилим хітиновим щитом. У передній частині щита розташовані два ока. З черевної сторони видно численні кінцівки. Сегменти тіла, що не покриті щитком, кінцівок позбавлені. Останній членик черевця несе пару довгих і тонких ниткоподібних придатків.

## Спосіб життя
Щитень літній має дуже швидкий життєвий цикл, і рачки дозрівають приблизно через два тижні після вилуплення. Особини цього виду живуть до 100 днів. За літній сезон може бути до 40 поколінь. Їхні популяції можуть бути гонохоричними, гермафродитними або андродіодомними. Останнє є дуже рідкісним способом розмноження у тварин, при якому популяції складаються з гермафродитів, з невеликою часткою самців. Через відсутність самців ранні дослідники вважали щитнів партеногенетичним. Наявність сім'яників серед яєчників, підтвердило, що вони насправді гермафродитні. Яйця та цисти здатні виживати десятиліттями в осадах ставків та озер, які вони населяють. Ці яйця стійкі до посухи та перепадів температур.